# أوربيلين بينيدا
أوربيلين بينيدا (مواليد 24 مارس 1996) هو لاعب كرة قدم مكسيكي يلعب في مركز خط الوسط في نادي أيك أثينا.

## روابط خارجية
- أوربيلين بينيدا على موقع الاتحاد الأوربي (الإنجليزية)
- أوربيلين بينيدا على موقع قاعدة بيانات كرة القدم.إي يو (الإنجليزية)
- أوربيلين بينيدا على موقع ناشيونال فوتبول تيمز (الإنجليزية)
- أوربيلين بينيدا على موقع Soccerway.com (الإنجليزية)
- أوربيلين بينيدا على موقع عالم كرة القدم.نت (الإنجليزية)
- أوربيلين بينيدا على موقع 365scores (الإنجليزية)
- أوربيلين بينيدا على موقع AS.com (الإسبانية)